# Bowlesia
Bowlesia és un gènere de plantes amb flors dins la família Apiàcia, amb unes 15 espècies.
Als Països Catalans està representat per l'espècie Bowlesia incana.